# Ursula Zschau
Ursula Zschau (* 4. Oktober 1922 in Döbeln) ist eine ehemalige Funktionärin der SED, die unter anderem zwischen 1967 und 1973 Kandidatin und danach von 1973 bis 1989 Mitglied des Zentralkomitees (ZK) der SED war. Sie fungierte zudem zwischen 1971 und 1989 als 1. Sekretärin der Betriebsparteiorganisation des VEB Vereinigte Baumwollspinnereien und Zwirnereien in Flöha.

## Leben
Ursula Zschau war beruflich als Direktrice sowie Industrie-Ökonomin tätig und wurde 1946 Mitglied der Sozialistischen Einheitspartei Deutschlands. Sie war nach Gründung der DDR am 7. Oktober 1949 unter anderem Sekretärin der Gesellschaft für Deutsch-Sowjetische Freundschaft (DSF) im Kreis Hainichen sowie 2. Sekretär der Kreisleitung der SED in Zschopau. Danach wurde sie Vorsitzende des Produktionskomitees und Sekretärin der Betriebsparteiorganisation des VEB Baumwollspinnerei Flöha
Auf dem VII. Parteitag der SED (17.–22. April 1967) wurde Ursula Zschau erstmals zur Kandidatin des Zentralkomitees (ZK) der SED gewählt und auf dem VIII. Parteitag der SED (15.–19. Juni 1971) als Kandidatin des ZK bestätigt. Nach der Gründung des VEB Vereinigte Baumwollspinnereien und Zwirnereien aus 50 Einzelwerke mit 14.800 Arbeitnehmern aus den Teilwerken in Flöha, Plaue, Glauchau, Karl-Marx-Stadt, Leipzig, Mittweida, Oederan, Plauen, Venusberg, Zwickau und anderen wurde sie 1971 1. Sekretärin der Betriebsparteiorganisation des VEB Vereinigte Baumwollspinnereien und Zwirnereien mit Hauptsitz in Flöha und hielt in dieser Funktion zahlreiche Diskussionsreden im ZK der SED und anderen Parteiversammlungen.
Auf der 10. Tagung des VIII. ZK wurde sie am 3. Oktober 1973 schließlich Mitglied des ZK und gehörte diesem Parteigremium nach ihren Wiederwahlen auf dem IX. Parteitag der SED (18.–22. Mai 1976), dem X. Parteitag der SED (11.–16. April 1981) und dem XI. Parteitag der SED (17.–21. April 1986) bis zum 3. Dezember 1989 an, als das ZK auf der 12. Tagung des ZK geschlossen zurücktrat. Zuletzt war sie von 1981 bis 1989 auch Mitglied der Frauenkommission beim Politbüro des Zentralkomitees der SED.